# Parahyalotiopsis borassi
Parahyalotiopsis borassi är en svampart som först beskrevs av Thaung, och fick sitt nu gällande namn av Nag Raj 1976. Parahyalotiopsis borassi ingår i släktet Parahyalotiopsis, divisionen sporsäcksvampar och riket svampar.   Inga underarter finns listade i Catalogue of Life.